# Lascano
Lascano és un municipi de l'Uruguai, ubicat al departament de Rocha.

## Història
Lascano va ser fundat originalment sobre les terres de Francisco Fernández l'any 1876. No obstant això, una part del terreny va rebre el nom de Francisco Lascano, conegut de Fernández, i d'origen basc. Lascano va signar els papers de la propietat de Fernández. El 1880, Lascano va passar a formar part del nou departament de Rocha.
Amb la descentralització, el 2010 Lascano es va convertir en municipi, amb un alcalde propi, Ricardo Rodríguez Dutra.

## Població
D'acord amb les dades del cens del 2004, Lascano tenia 6.994 habitants, comparats amb els 7.134 registrats durant el 1996.
| Any  | Població |
| ---- | -------- |
| 1963 | 5.309    |
| 1975 | 6.026    |
| 1985 | 7.152    |
| 1996 | 7.134    |
| 2004 | 6.994    |
| 2011 | 7.645    |

Font: Institut Nacional d'Estadística de l'Uruguai

## Govern
L'alcalde de Lascano és Ricardo Rodríguez Dutra.